# Nicolas de Heredia
Pour les articles homonymes, voir Heredia.
Nicolás de Heredia, né vers 1495 en Couronne de Castille et mort en août 1546 à Pocona (Vice-royauté du Pérou), est un conquistador espagnol. 

## Biographie
La date et le lieu de sa naissance en Espagne et la date exacte de son arrivée en Amérique sont inconnus. En 1533, il arrive à Cajamarca, peu de temps après la capture d'Atahualpa avec les troupes de Diego de Almagro. 
Des années plus tard, il s'associe à Diego de Rojas et Felipe Gutiérrez y Toledo, dans une expédition dans la région située entre le Chili et la source du Río de la Plata. Chacun des associés devait rapporter la somme de 30 000 pesos. 
Le gouverneur du Pérou, Cristóbal Vaca de Castro autorise l'entreprise dont il confie le commandement à Diego de Rojas en établissant qu'en cas de décès de Rojas, Felipe Gutiérrez puis Nicolás de Heredia devaient lui succéder. 
Le premier à partir est Rojas, Gutiérrez et Heredia le suivent. Rojas quitte Cusco en mai 1543 et s'avance vers Charcas (aujourd'hui la Bolivie), atteignant le pays des Diaguitas ou Calchaquíes, dans ce qui est aujourd'hui le nord-ouest de l'Argentine. Il doit alors dévier vers la côte du Chili, comme convenu, mais, sous la pression de ses soldats, il décide de se diriger vers la province que les Incas appelaient Tucumán car les indigènes disent qu'il y y a une grande richesse. Rojas informe Gutiérrez du changement des plans et les deux hommes se rencontrent en novembre 1543. 
Après la mort de Rojas, Felipe Gutiérrez est expulsé à la suite des dissensions survenues parmi les troupes. Francisco de Mendoza prend le commandement, malgré le fait que, selon la disposition de Vaca de Castro, il devait être remis à Heredia. Celui-ci, arrivé d'Arequipa au commandement de 25 soldats, feint d'être d'accord avec Mendoza et ensemble ils poursuivent l'exploration du territoire. L'expédition est très difficile en raison du manque d'eau, de la soif, de la faim et de l'hostilité des Indiens.
Ils ne trouvent aucune richesse. Les soldats sont découragés et exigent que Mendoza se retire de ce territoire hostile. Certains veulent aller à Asunción, au Paraguay ; d'autres exige d'aller au Chili. Heredia propose de retourner au Pérou pour apporter des renforts. Recevant un refus sévère de Mendoza, qui craint qu'il ne revienne armé de papiers prouvant qu'il est le véritable chef d'expédition.
Heredia, qui avait déjà prévu de se débarrasser de Mendoza, rassemble 70 hommes, et l'un d'eux, Diego Álvarez, tue Mendoza durant une nuit. Les soldats reconnaissent Heredia comme leur capitaine et décident de retourner au Pérou. Ils prennent la route de Salta et Jujuy. Dans le territoire des Chichas, une partie des troupes abandonne Heredia et va de l'avant pour gagner le Pérou. 
Heredia arrive à Charcas, où il rencontre le capitaine Lope de Mendoza et ses quinze cavaliers, qui fuient la poursuite de Francisco de Carvajal, lieutenant de Gonzalo Pizarro, chef de la rébellion des encomenderos contre la Couronne. Heredia est convaincu par Mendoza de former une alliance et de lutter contre les Gonzalistes, avec lesquels ils pensaient obtenir des récompenses de la Couronne. Mais Carvajal, avec une stratégie habile, encercle les troupes de Heredia et Mendoza dans la ville de Pocona et les bat complètement (août 1546). 
Les deux capitaines sont faits prisonniers et décapités, les têtes étant envoyées à Arequipa, pour être exposées au pilori. Le reste des expéditionnaires de Tucumán a été contraint de rejoindre les partisans de Gonzalo.